# Evangelische Kirche Wittenberge

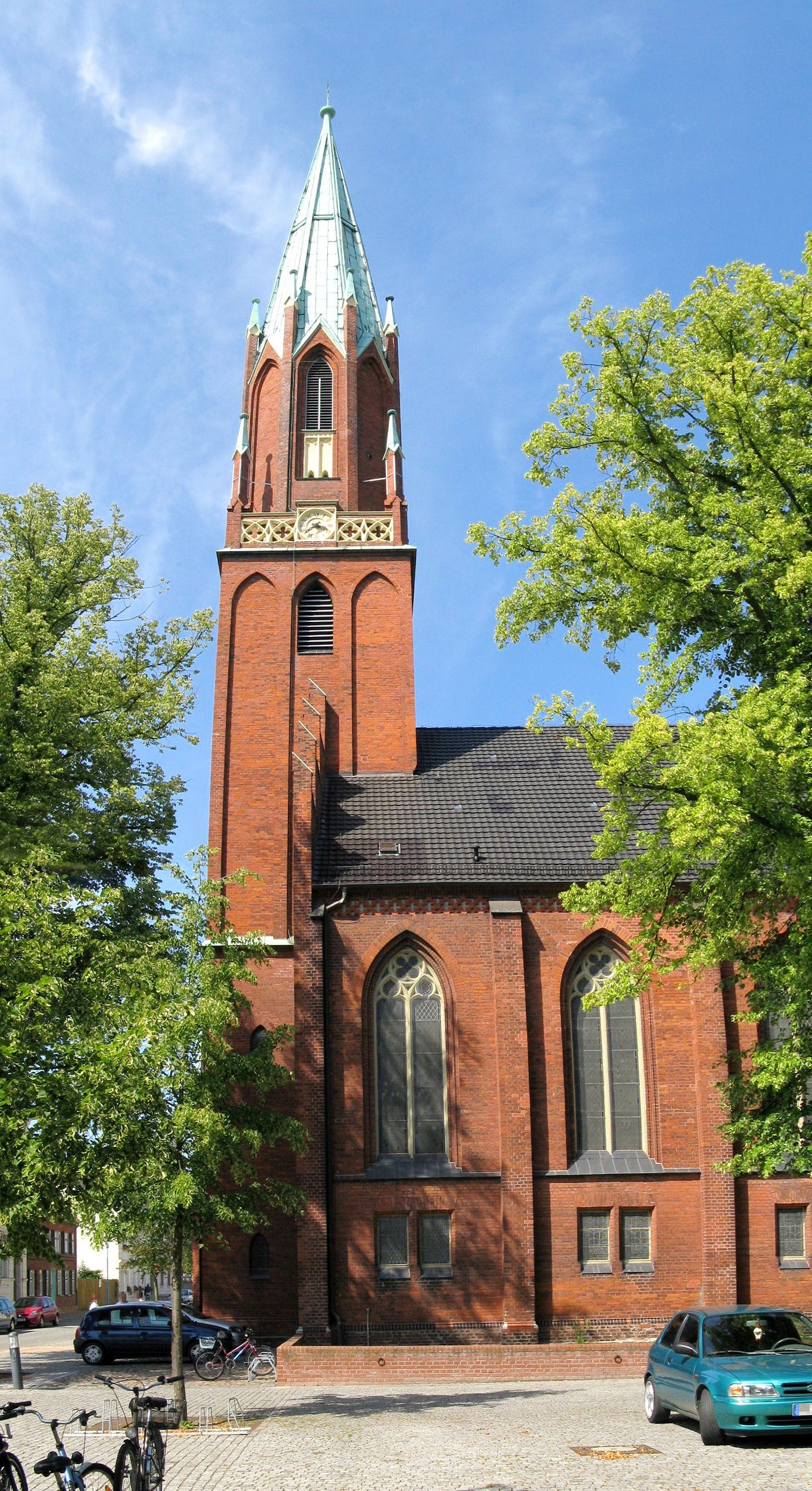
Stadtkirche Wittenberge

Die Evangelische Kirche Wittenberge ist eine Stadtkirche in Wittenberge, einer Stadt im brandenburgischen Landkreis Prignitz. Die Kirchengemeinde gehört dem Pfarrsprengel Wittenberge-Land im Kirchenkreis Prignitz der Evangelischen Kirche Berlin-Brandenburg-schlesische Oberlausitz an. Das Gebäude befindet sich im südlichen Bereich der Wittenberger Altstadt und steht unter Denkmalschutz.

## Geschichte
Die Grundmauern einer Kirche aus der Zeit der Stadtgründung im 13. Jahrhundert wurden 1997 entdeckt. Die Kirche wurde bei einem Stadtbrand im Jahr 1652 zerstört und danach wiederaufgebaut, brannte jedoch erneut im Jahr 1757 ab. Der Nachfolgebau ohne Turm wurde im Jahr 1771 eingeweiht, war aber bereits im Jahr 1870 zu klein und baufällig, weshalb er abgerissen wurde. Die Orgel wurde an die Gemeinde in Vehlgast bei Havelberg verkauft. Der Abriss der zu klein gewordenen Gebäude von Schule, Rathaus und Kirche schaffte Raum für einen großen Bauplatz. Zwischen 1869 und 1872 entstand der bis heute bestehende Kirchenbau. Die Grundsteinlegung erfolgte am 24. März 1870, die Einweihung am 28. Oktober 1872.

## Baubeschreibung

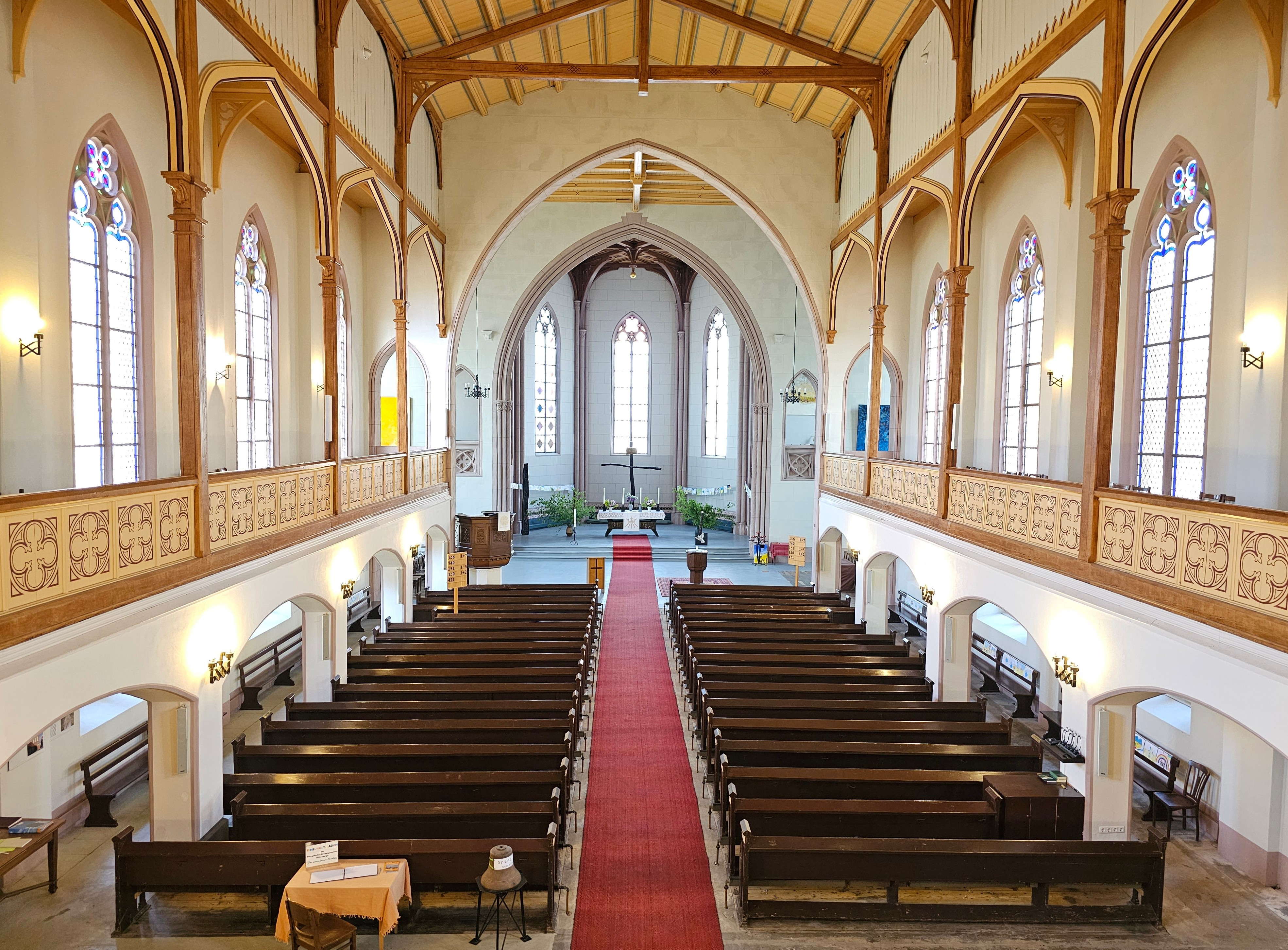
Innenraum (2023)

Es handelt sich um einen neugotischen Backsteinbau, der nach Plänen des Potsdamer Regierungsinspektors Ferdinand Wilhelm Horn errichtet wurde. Der von Hofbaumeister Johann Friedrich Petzold ausgeführte Bau ist gestreckt kreuzförmig mit polygonaler Apsis und schlankem, hoch aufragendem Westturm gestaltet. Die Emporenaufgänge sind außen als zweites Schein-Querschiff gestaltet. Die Kirche ist streng gegliedert durch flache Strebepfeiler, hohe Maßwerkfenster und Vierpassfriese, die an die Backsteingotik erinnern. Das Westportal verfügt über einen stilisierten Wimperg und Fialen. Im Inneren ist die Kirche weiträumig und hell, gestaltet in der Schinkel-Nachfolge. Das Langhaus ist dreischiffig gegliedert und zeigt sich mit zwischen Holzpfeilern eingezogenen Längsemporen. Die Kreuzarme werden von sechsteiligen Rippengewölben überspannt. Die Apsis wurde nach Kriegsschäden verändert und die Fenster wurden zugesetzt.

## Orgel

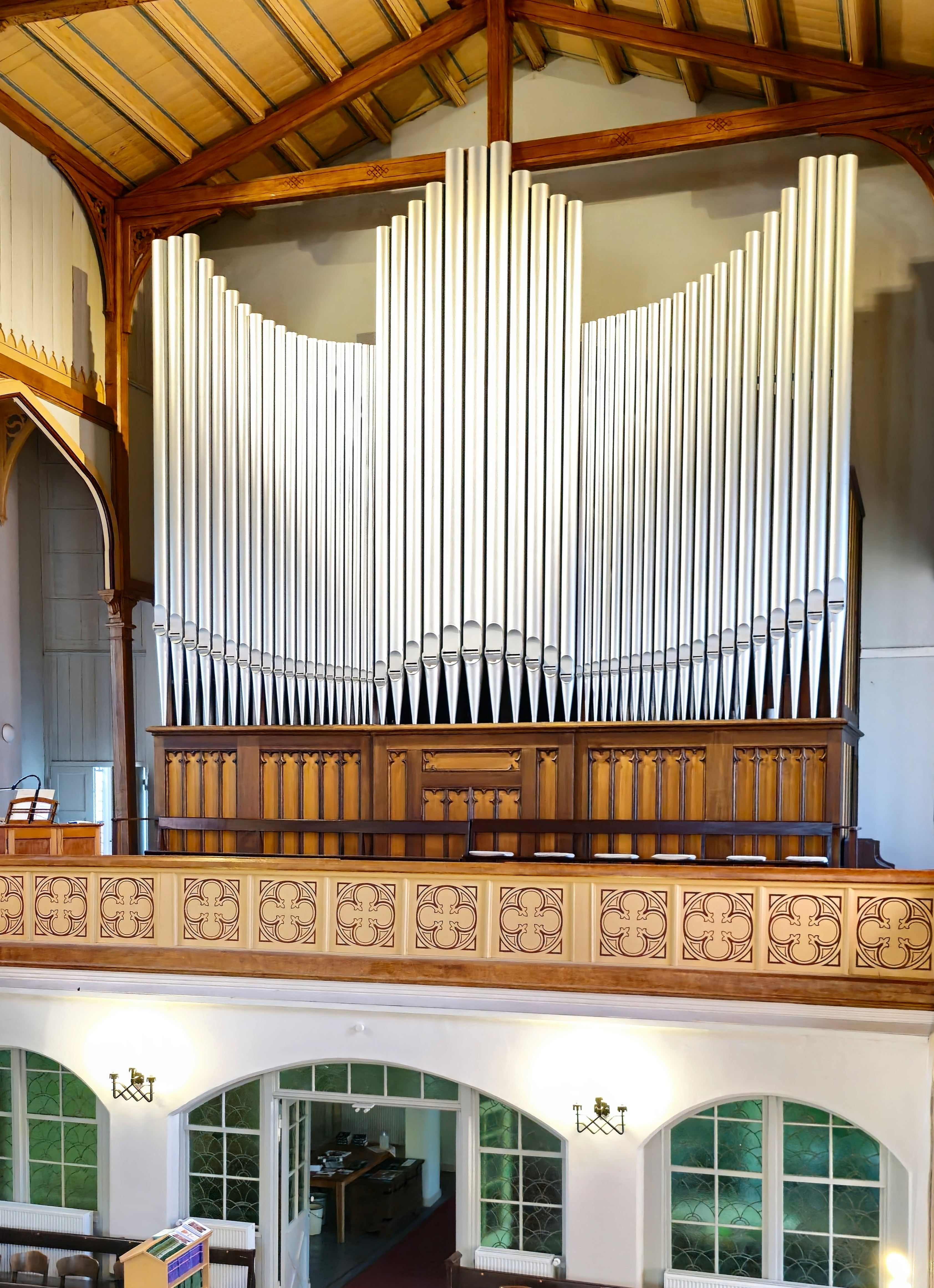
Orgel der Wittenberger Kirche

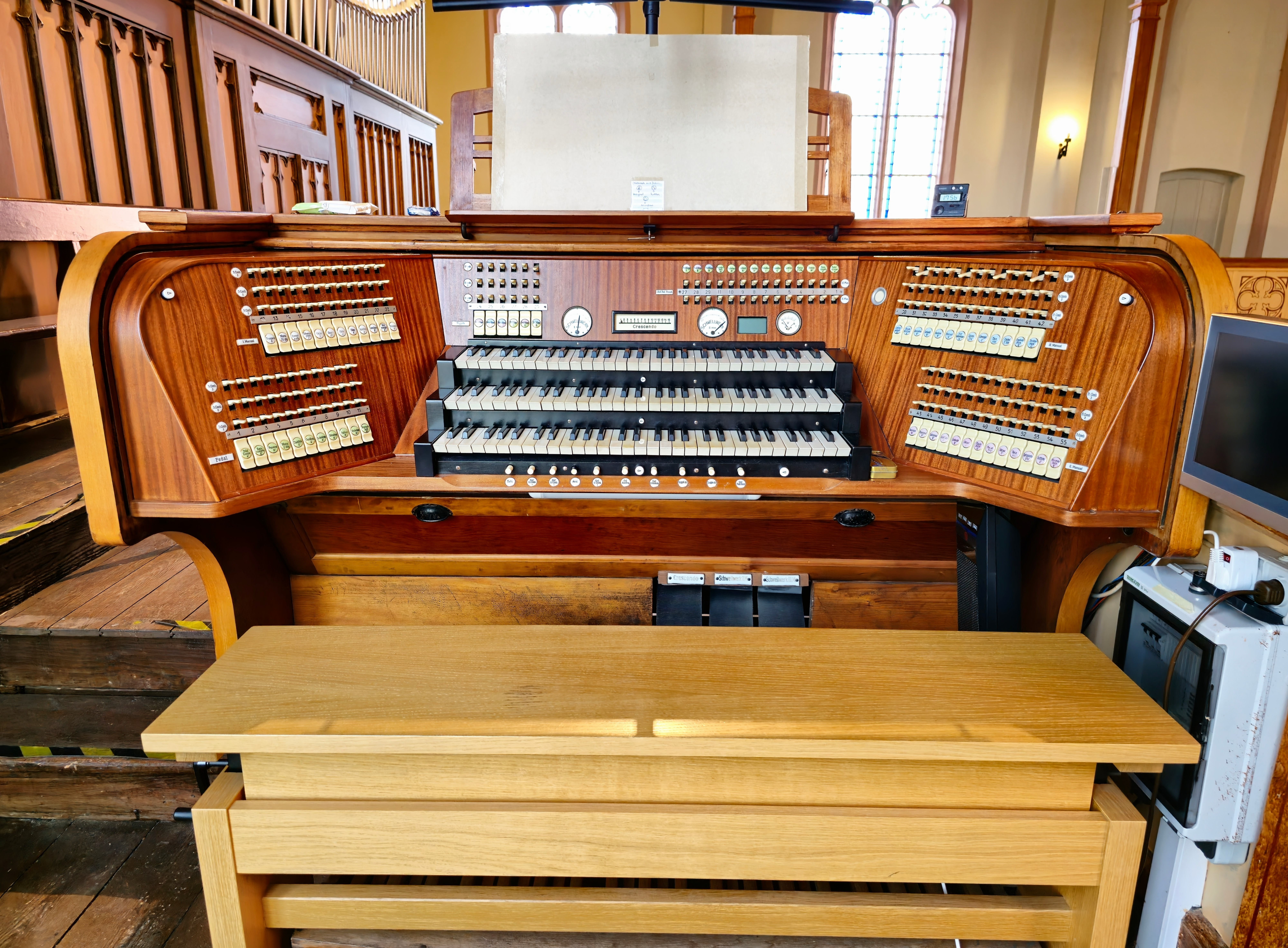
Spieltisch der Orgel

Die Orgel, welche eine der größten Brandenburgs darstellt, wurde 1935 von Martin Pflug aus Wittenberge gefertigt und steht gesondert unter Denkmalschutz. 2011/2012 restaurierte die Orgelbaufirma Schuke aus Potsdam den Gesamtbestand von fast 3000 Pfeifen und erneuerte die Elektrik vollständig. Außerdem wurde zusätzlich und  reversibel eine Setzeranlage eingebaut. Die Disposition lautet:
| I Hauptwerk C–g3 |                 |       |
| 1.               | Principal       | 16′   |
| 2.               | Weitprincipal   | 8′    |
| 3.               | Gemshorn        | 8′    |
| 4.               | Hohlflöte       | 8′    |
| 5.               | Oktav           | 4′    |
| 6.               | Flöte           | 4′    |
| 7.               | Quinte          | 2 ⁄3′ |
| 8.               | Oktav           | 2′    |
| 9.               | Schweizerpfeife | 1′    |
| 10.              | Cornett III–V   |       |
| 11.              | Mixtur IV       |       |
| 12.              | Trompete        | 8′    |

| II Schwellwerk 1 C–g3 |             |        |
| 13.                   | Bordun      | 16′    |
| 14.                   | Prinzipal   | 8′     |
| 15.                   | Rohrflöte   | 8′     |
| 16.                   | Gedackt     | 8′     |
| 17.                   | Salizional  | 8′     |
| 18.                   | Oktav       | 4′     |
| 19.                   | Flautodolce | 4′     |
| 20.                   | Nasat       | 2 ⁄3   |
| 21.                   | Oktav       | 2′     |
| 22.                   | Terz        | 1 3⁄5′ |
| 23.                   | Spitzquinte | 1 ⁄3′  |
| 24.                   | Sifflöte    | 1′     |
| 25.                   | Krummhorn   | 8′     |

| III Schwellwerk 2 C–g3 |                  |       |
| 26.                    | Lieblich Gedackt | 16′   |
| 27.                    | Geigenprinzipal  | 8′    |
| 28.                    | Quintatön        | 8′    |
| 29.                    | Gedackt          | 8′    |
| 30.                    | Aeoline          | 8′    |
| 31.                    | Prästant         | 4′    |
| 32.                    | Flûte Harmonique | 4′    |
| 33.                    | Gemshornquinte   | 2 ⁄3′ |
| 34.                    | Schwiegel        | 2′    |
| 35.                    | Cymbel III–V     |       |
| 36.                    | Englisch Horn    | 8′    |
| 37.                    | Trichterregal    | 4′    |

| Pedal C–f1 |               |     |
| 38.        | Prinzipalbass | 16′ |
| 39.        | Violonbass    | 16′ |
| 40.        | Subbass       | 16′ |
| 41.        | Oktavbass     | 8′  |
| 42.        | Gedacktbass   | 8′  |
| 43.        | Choralbass    | 4′  |
| 44.        | Flachflöte    | 2′  |
| 45.        | Mixtur III    | 2′  |
| 46.        | Posaune       | 16′ |
| 47.        | Basstrompete  | 8′  |
| 48.        | Pedalklarine  | 4′  |

- Koppeln: II/I, III/I, III/II, I/P, II/P, III/P
- Spielhilfen: drei freie Kombinationen, feste Kombinationen, Tutti, Registercrescendotritt, Einzelabsteller,  Setzeranlage (2012)
- Traktur: elektropneumatische Taschenladen

(siehe auch: Orgel-Glossar)